# Districtul Pezinok

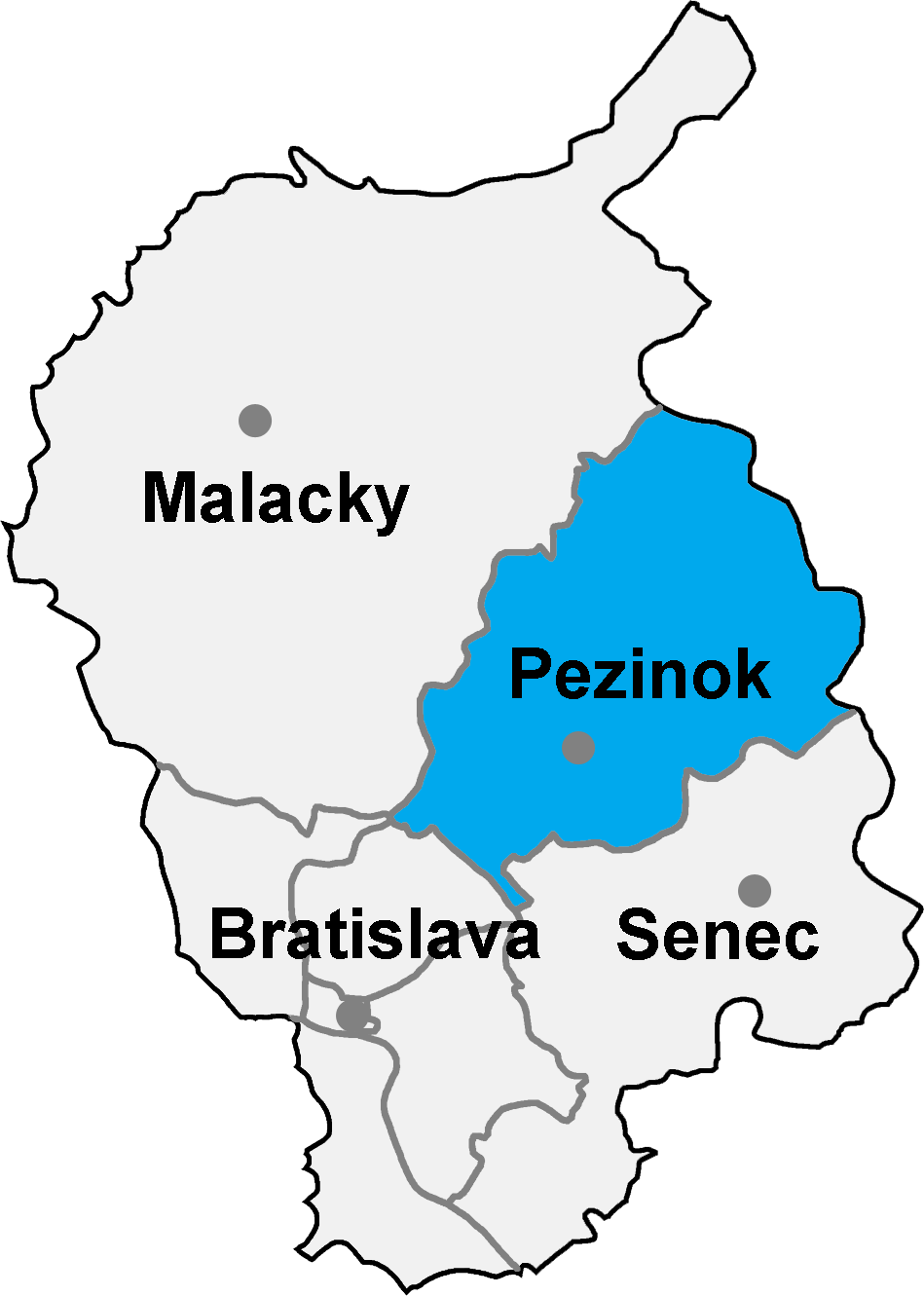
Districtul Pezinok

Districtul Pezinok (okres Pezinok) este un district în Slovacia vestică, în Regiunea Bratislava. 

## Demografie
| An:                | 1994   | 2004   | 2014   | 2024    |
| ------------------ | ------ | ------ | ------ | ------- |
| Număr de persoane: | 53.171 | 55.390 | 60.445 | 70.063  |
| Diferență:         |        | +4,17% | +9,12% | +15,91% |

| An:                | 2023   | 2024   |
| ------------------ | ------ | ------ |
| Număr de persoane: | 69.953 | 70.063 |
| Diferență:         |        | +0,15% |

## Comune
- Báhoň
- Budmerice
- Častá
- Doľany
- Dubová
- Jablonec
- Limbach
- Modra
- Pezinok
- Píla
- Slovenský Grob
- Šenkvice
- Štefanová
- Svätý Jur
- Viničné
- Vinosady
- Vištuk